# يواخيم فريدمان
يواخيم فريدمان (بالألمانية: Joachim Friedmann)‏ هو كاتب سيناريو وكاتب ومؤلف ألماني، ولد في 8 أكتوبر 1966 في سابورو في اليابان.

## وصلات خارجية
- خواكيم فرايدمان على موقع IMDb (الإنجليزية)